# サムソンとデリラ (ルーベンス)
『サムソンとデリラ』（蘭: Simson en Delila, 英: Samson and Delilah）は、バロック期のフランドルの巨匠ピーテル・パウル・ルーベンスが1609年から1610年に制作した絵画である。油彩。主題は『旧約聖書』「士師記」で語られている怪力のサムソンとデリラの物語から取られている。この主題は当時オランダ南部で人気があり、ルーベンスは本作品をアントウェルペンの市長ニコラス・ロコックスのために制作した。その後、リヒテンシュタイン侯爵家によって所有されたことが知られており、現在はロンドンのナショナル・ギャラリーに所蔵されている。また2点の準備素描が現存しており、個人コレクションにインクと水彩による準備素描が、オハイオ州シンシナティのシンシナティ美術館に油彩の準備素描が所蔵されている。

## 主題

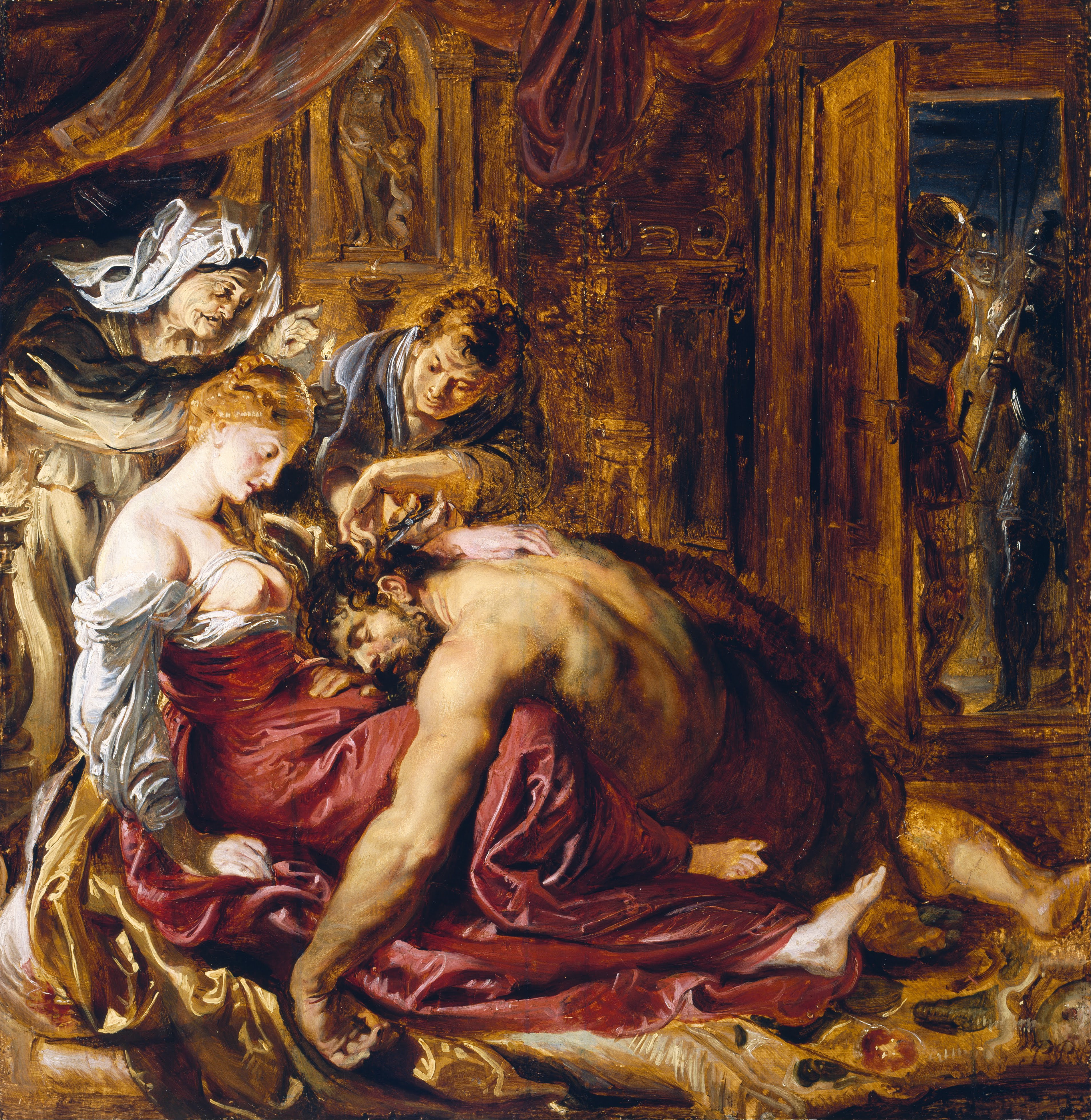
油彩による準備習作。1609年頃。シンシナティ美術館所蔵。

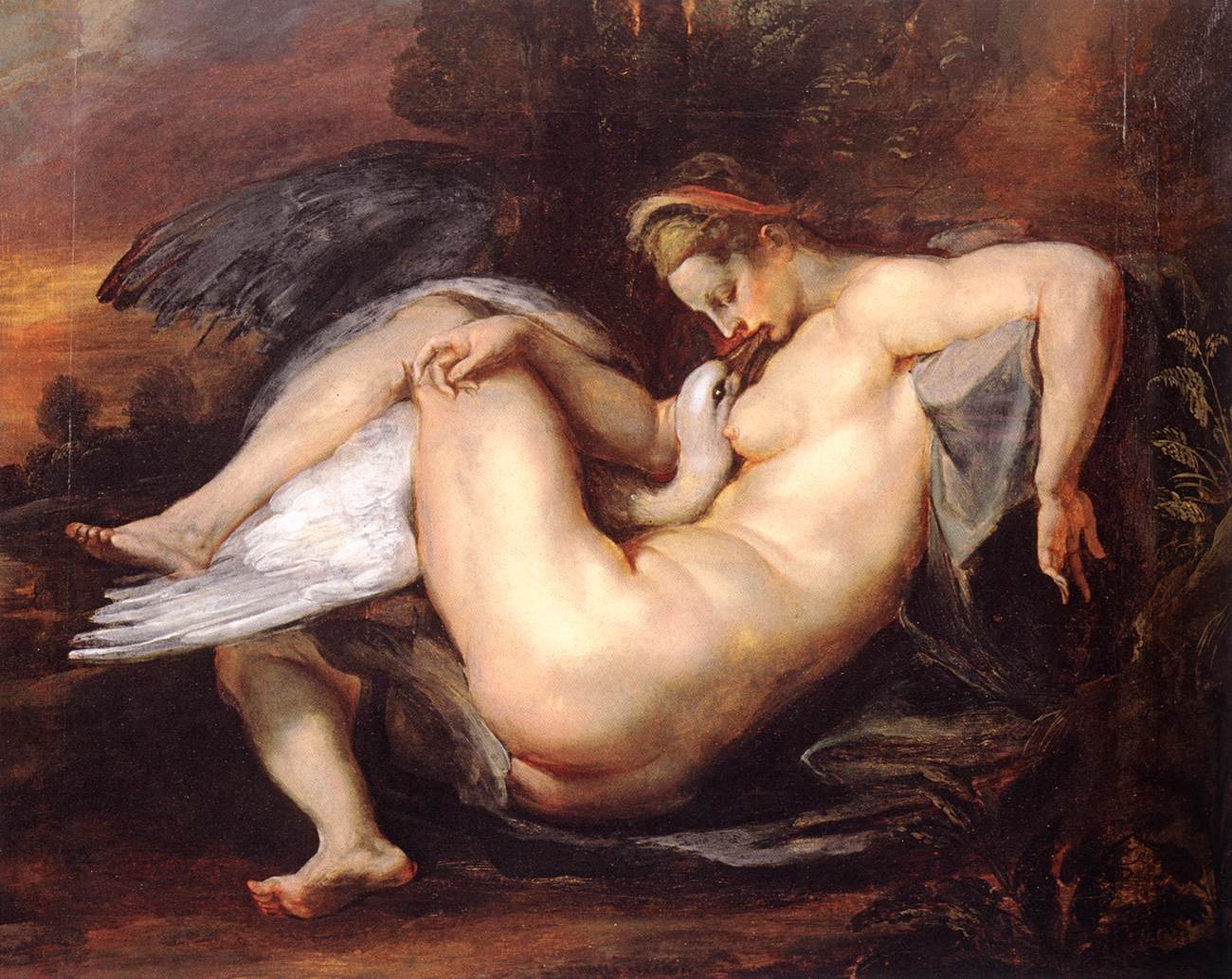
ルーベンスによるミケランジェロの『レダと白鳥』の模写。ヒューストン美術館所蔵。

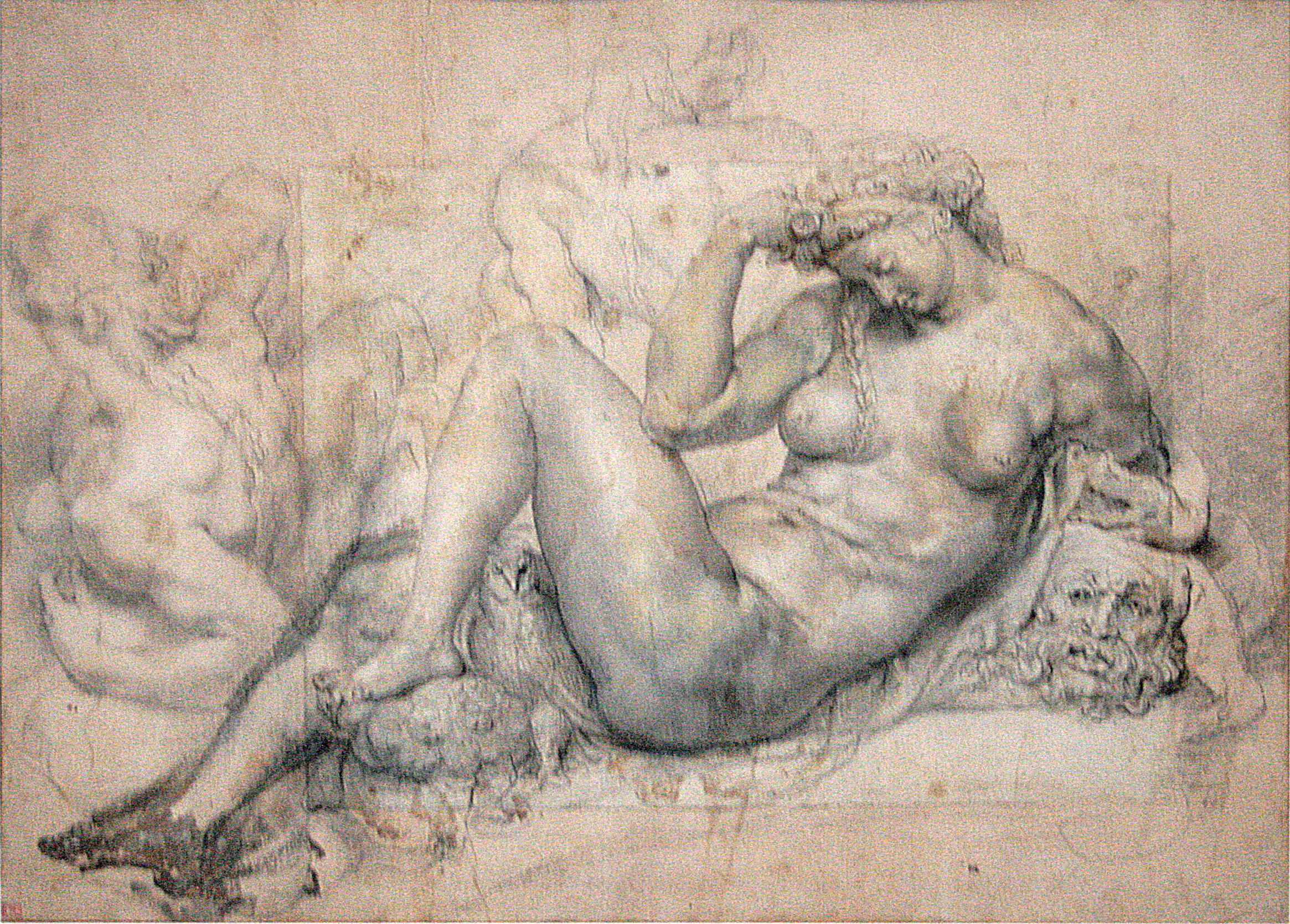
ルーベンスによるミケランジェロの『夜』の素描。1601年から1603年頃。ルーヴル美術館所蔵。

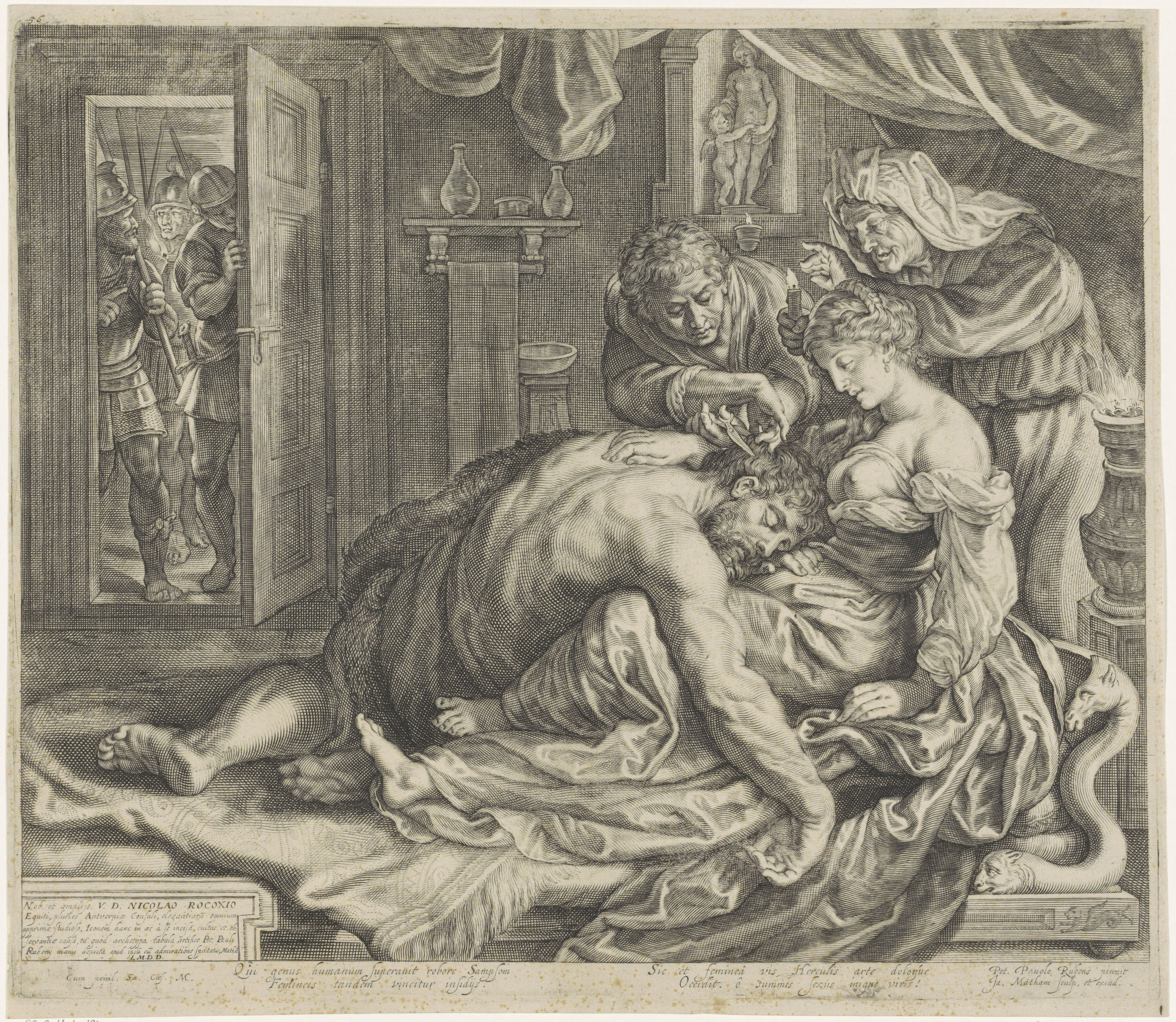
ヤコプ・マータムによるエングレーヴィング。1609年以降。

「士師記」によると、イスラエルの人々が悪に走ったため、神は40年もの間イスラエルをペリシテ人に与えて苦しめた。あるときダン族出身のマノアの妻のもとに御使いが現れて、子供が生まれることが告げられ、生まれた子供の髪を剃ってはならないと告げた。サムソンは成長すると超人的な怪力の持ち主となり、ペリシテ人を打ちのめしたのち、20年にわたって士師としてイスラエル人を指導した。サムソンはソレクの谷に住む女デリラを愛したが、それを知ったペリシテ人は銀1100枚の報酬でデリラを買収し、サムソンの怪力の秘密を聞き出そうとした。秘密を知りたがるデリラに対して、サムソンはなかなか本当のことを話そうとしなかったが、ついに髪を剃ると力を失うことを話してしまった。そこでデリダはペリシテ人を呼び寄せ、サムソンを自分の膝の上で眠らせたのちに彼の頭から7房の髪をそり落とさせた。するとサムソンから怪力が失われたため、ペリシテ人に捕らわれた。彼は両眼をえぐられて、ガザに連行され、獄中で臼を挽かされた。しかし再び髪が伸びたことにより怪力が戻ると、最後にペリシテ人の宮殿を倒壊させて、多くのペリシテ人とともに死んだ。

## 作品
ルーベンスはデリラの膝の上で眠っているサムソンを描いている。サムソンの頭はデリラの真紅のドレスの上に横たわっており、今まさに超人的な怪力の源である髪を剃られようとしている。ルーベンスは『旧約聖書』の記述に従ってデリラの共犯者を登場させている。すなわちサムソンの髪を切るのはデリラ本人ではなく共犯の男であり、彼は左手でサムソンの髪をつまみ、右手のハサミでサムソンの髪を切っている。デリラの背後には1人の老婆が立っている。老婆は左手に蝋燭の明かりを持ち、男が髪を切るのを助けている。画面右では武装したペリシテ人の男たちが部屋の扉を開いて、室内に侵入しようとしている。彼らは一様に甲冑で身を固め、帯剣し、槍を手に持っている。暗い室内と扉から見える屋外の様子は夜であることを示しており、デリラの背後にある火鉢と、老婆が手にした蝋燭、そしてパリシテ人が持っている松明の3つの明かりによって室内は照らされている。背景の壁には壁龕があり、ヴィーナスとキューピッド（ギリシア神話のアプロディテとエロス）の彫像が収められているほか、棚にガラス製の容器などが置かれている。
本作品はアントウェルペンの市長ニコラス・ロコックスの発注で制作された。ロコックスはローマ時代やその他の古典的な美術工芸品の膨大なコレクションを所有していた。そのためルーベンスは燃える火鉢、馬の頭部が彫刻されたベッド、ヴィーナス像、水差しなど、古代の雰囲気を与える遺物を描いている。

### デリラ
デリラの乱れたドレスと露出した胸、緩んだ髪はサムソンがデリラとの性行為の後に眠っていることを示唆している。共犯者がサムソンの髪を切り落としている間、彼女は動かずに座っているが、その横顔には彼女の内面がほとんど表れておらず、何を考えているのか分からない。おそらく、かすかな勝利か哀れみ、あるいはその両方を読み取ることはできる。サムソンを見下ろしながら彼の肩にそっと置かれた手だけが彼女の後悔をささやいている。
ルーベンスは背景の壁龕に愛と美の女神ヴィーナスとその息子キューピッドの彫像を配置することで、描かれた場面を象徴的に暗示している。キューピッドはヴィーナスにしがみついて母親を見上げている。その様子はサムソンに対するデリラの愛が終わる理由を質問しているかのようである。しかしその口は布で覆われている。ホメロスの叙事詩『イリアス』によると、アプロディテはケストスと呼ばれる、いかなる相手も魅了することができる腰帯を身に着けているとされ、アプロディテはその腰帯をヘラに貸し与え、ヘラはそれを身に着けることでゼウスを魅了したと語られている。これに対して画面のヴィーナス像は腰帯を身に着けておらず、一方のデリラは、まるでヴィーナスから神秘的な帯を借り受けたかのように胸に帯を巻き付けており、それによってルーベンスはサムソンが彼女の魅力に抗えないことをほのめかしている。
ルーベンスは慎重にデリラの背後に老婆を配置している。この老婆は『旧約聖書』にはない要素である。当時の道徳的な絵画において、同様の女性が売春宿の女主人として描かれる例はあるが、『旧約聖書』にデリラが娼婦であったことを示唆する言及はない。老婆の横顔はしわが寄っているにもかかわらず、デリラの横顔と非常によく似ている。おそらくルーベンスはヴァニタスの表現方法を用いて、老婦人の横顔を並べることで、デリラの美しさがいずれ失われることを暗示している。

### 髪を切る男
ルーベンスは『旧約聖書』の記述に従ってデリラの共犯者にサムソンの髪を切らせているが、ここに独特の表現を持ち込んでいる。すなわち、共犯者はサムソンの髪をつまみ上げる左手に対して、ハサミを持った右手を交差させるように内側に潜り込ませている。この交差した形で描かれた両手はサムソンに対する裏切りを象徴していると解釈されている。また彼の緊張した状態の左手は、眠るサムソンの左手と同じポーズをとっている。

### ローマ滞在の成果

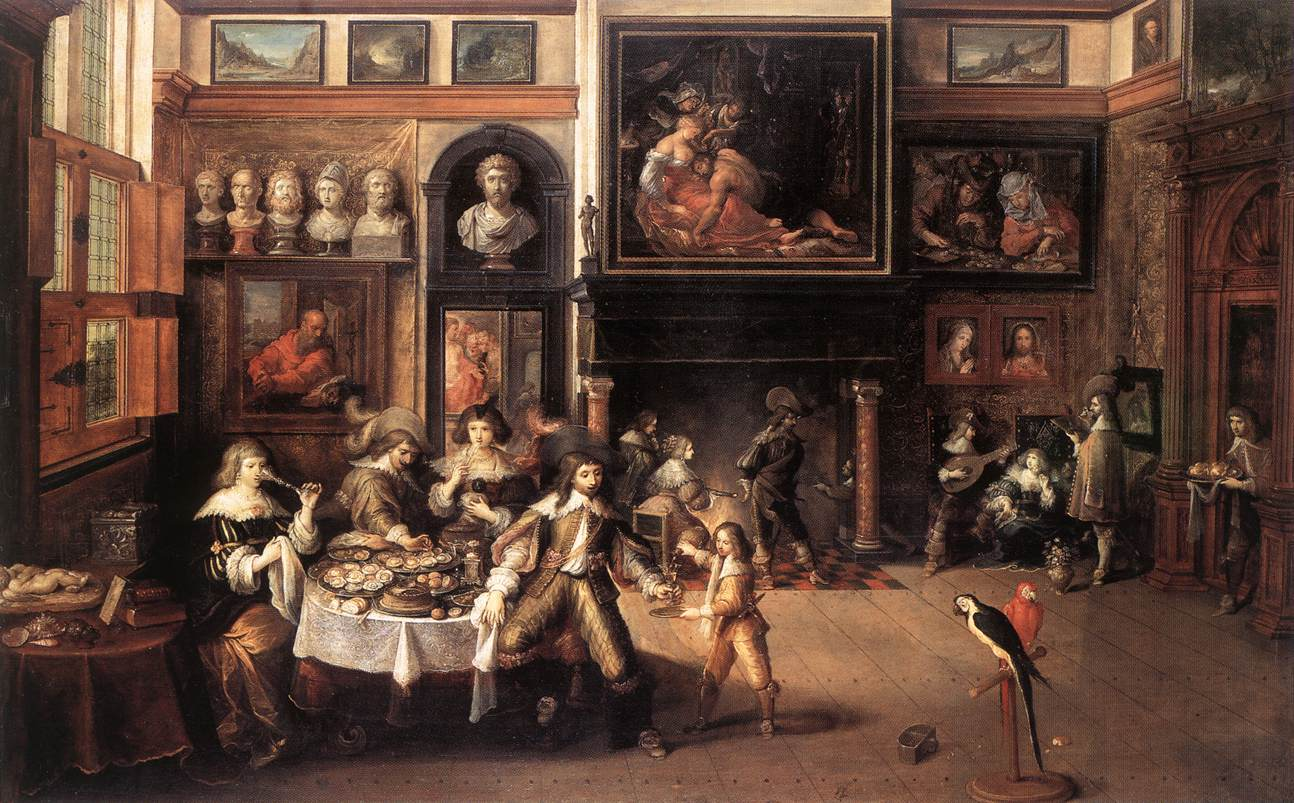
フランス・フランケン2世の絵画『アントウェルペン市長ニコラス・ロコックス家の晩餐』。1630年から1635年。ルーベンスの絵画がロコックス家の広大な別邸のマントルピースに設置されている様子が描かれている。アルテ・ピナコテーク所蔵。

ルーベンスは初期のイタリア時代にローマに滞在しており、その間にミケランジェロ・ブオナローティの作品や古代彫刻の『ファルネーゼのヘラクレス像』（Farnese Hercules）、『ベルヴェデーレのトルソ』（Belvedere Torso）などをデッサンした。 これらは眠っているサムソンの筋肉組織の基礎を与えた。デリラの図像はミケランジェロのヌムール公ジュリアーノ・デ・メディチの墓所を装飾する寓意像『夜』（La Notte）や、神話画『レダと白鳥』（Leda e il cigno）といった作品を着想源としている。しかし、ルーベンスはこれらの作品を着想源としつつも、デリラの下肢を豊かな絹のドレスの下に隠しており、デリラにより官能的な優雅さ、女性らしさ、繊細な表現を与えている。

## 来歴
本作品はヤコプ・マータムによるエングレーヴィングや、アルテ・ピナコテークに所蔵されているフランス・フランケン2世の絵画『アントウェルペン市長ニコラス・ロコックス家の晩餐』（Gastmaal in het huis van Nicolaas Rockox, burgemeester van Antwerpen）によって、ニコラス・ロコックスのために制作されたことがわかっている。後者の絵画は1630年から1635年頃の作品で、当時、本作品がアントウェルペン市内にあったロコックス邸のマントルピースに設置されている様子を描いている。その後、絵画は18世紀初頭にリヒテンシュタイン侯爵家のコレクションに入り、200年近く侯爵家にあったが、1880年にヨーハン2世によって売却された。ヨーハン2世は侯爵家のコレクションを根本的に見直して整理し、新たなコレクションを増やした人物であった。絵画はドイツの起業家・美術収集家アウグスト・ノイアブルク（August Neuerburg, 1884年-1944年）、続いてハインツ・クーザー夫人（mevr. Heinz Köser）が所有し、1980年までハンブルク美術館に貸与した。同年、ナショナル・ギャラリーを代表したアグニューズによって購入された。

## 影響
本作品がフランドルおよびオランダ絵画に与えた影響は大きく、ヘラルト・ファン・ホントホルスト、アンソニー・ヴァン・ダイク、フランス・フランケン2世、ピーテル・サウトマン、レンブラント・ファン・レインなど、多くの画家が本作品に触発されて同様の場面を描いている。その中でも特にルーベンスから大きな影響を受けた画家としてアンソニー・ヴァン・ダイクが挙げられる。ヴァン・ダイクはルーベンスの工房で働いていた1618年から1620年頃に、本作品の構図を反転させて『サムソンとデリラ』（Simson en Delila）を制作している。
複製ではヤコプ・マータムがかなり早い時期（1609年以降）にエングレーヴィングを制作している。本作品やシンシナティ美術館の油彩の準備素描ではサムソンの右足が画面右端で見切れているが、このエングレーヴィングでは画面に余裕があり、足の指先まで含んでいる。

## ギャラリー
サムソンを描いたルーベンスの作品

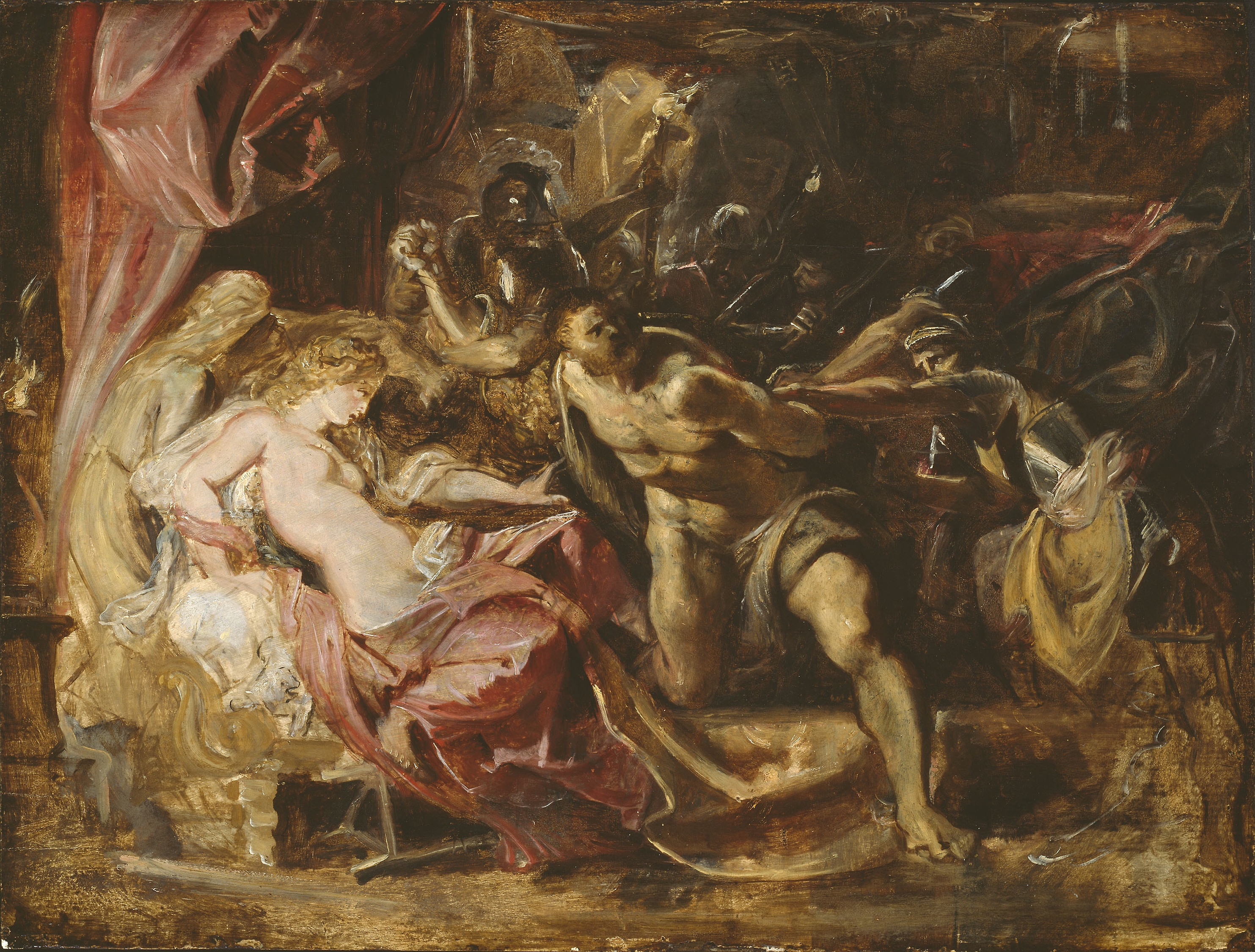
『サムソンの捕縛』の準備素描 1609年と1610年の間 シカゴ美術館所蔵
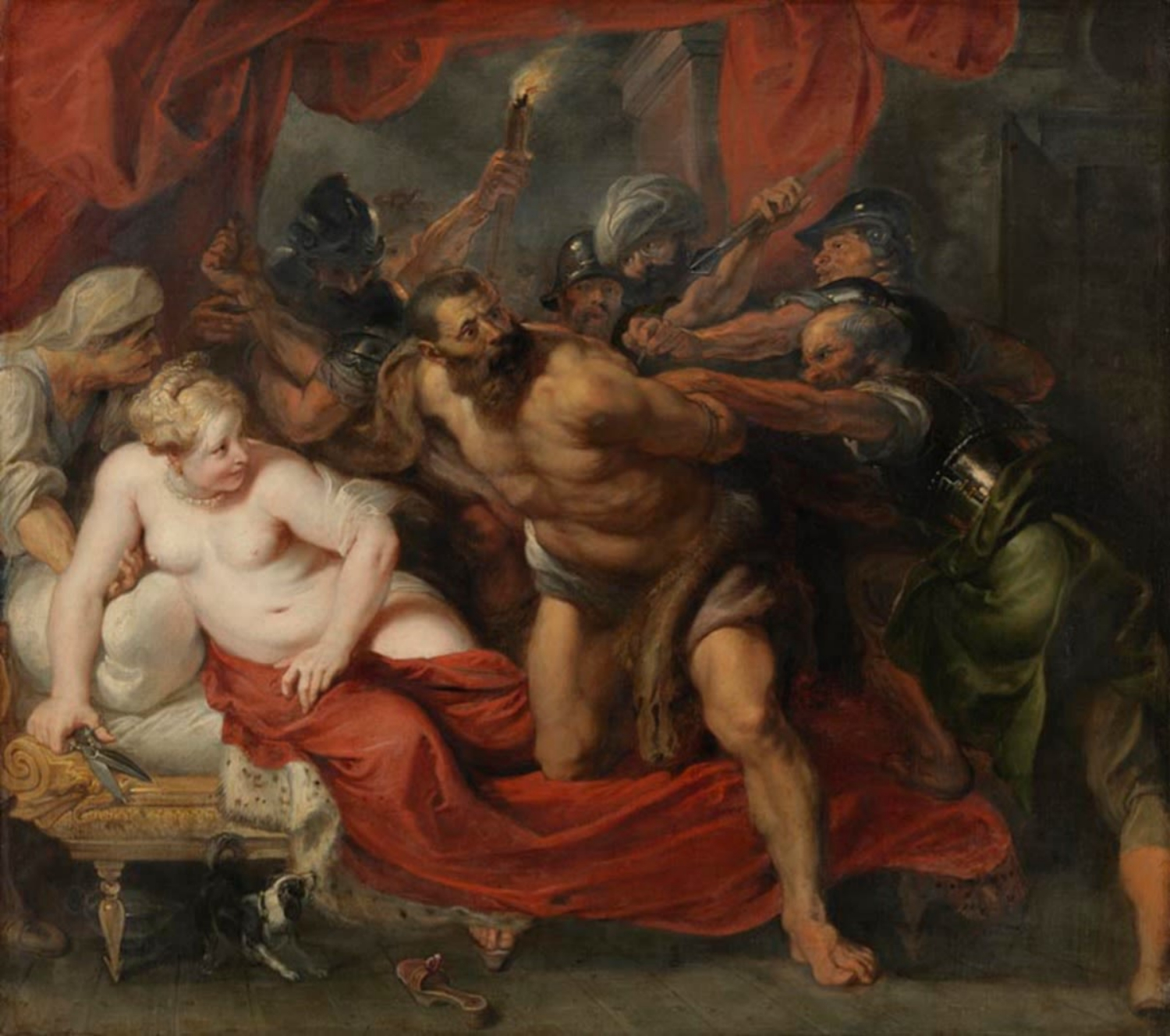
『サムソンの捕縛』1614年頃から1620年頃 バイエルン州立絵画コレクション（英語版）所蔵
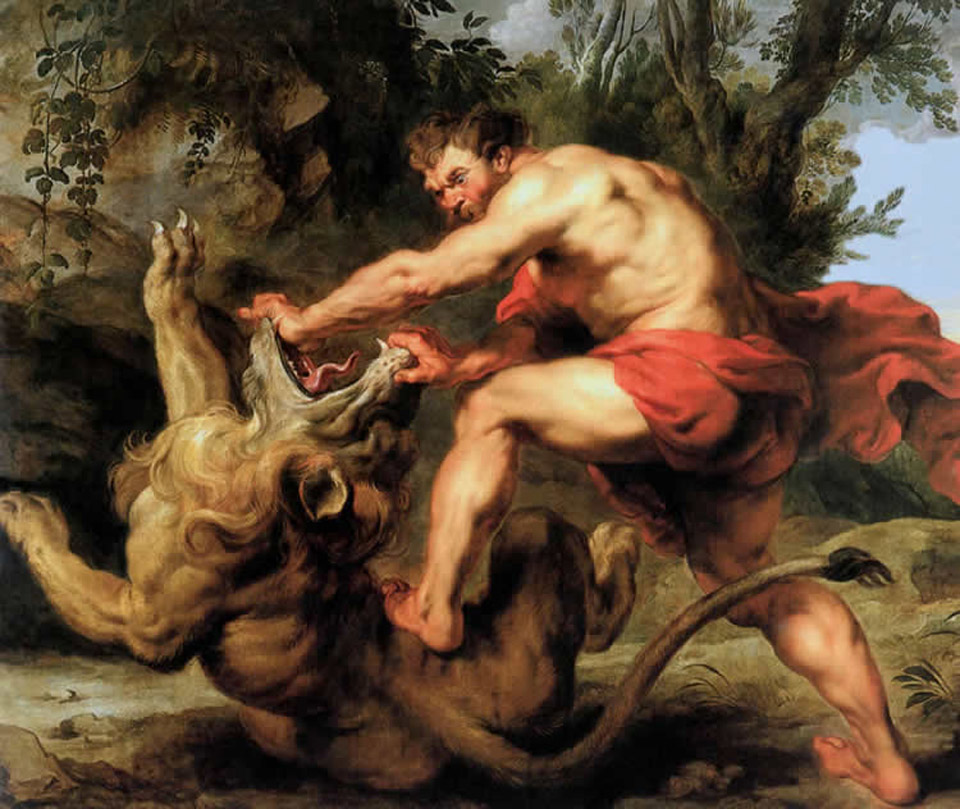
『ライオンと戦うサムソン』1628年 ヴィラル・ミール文化基金（Fondo Cultural Villar Mir）所蔵

本作品に影響を受けた作品

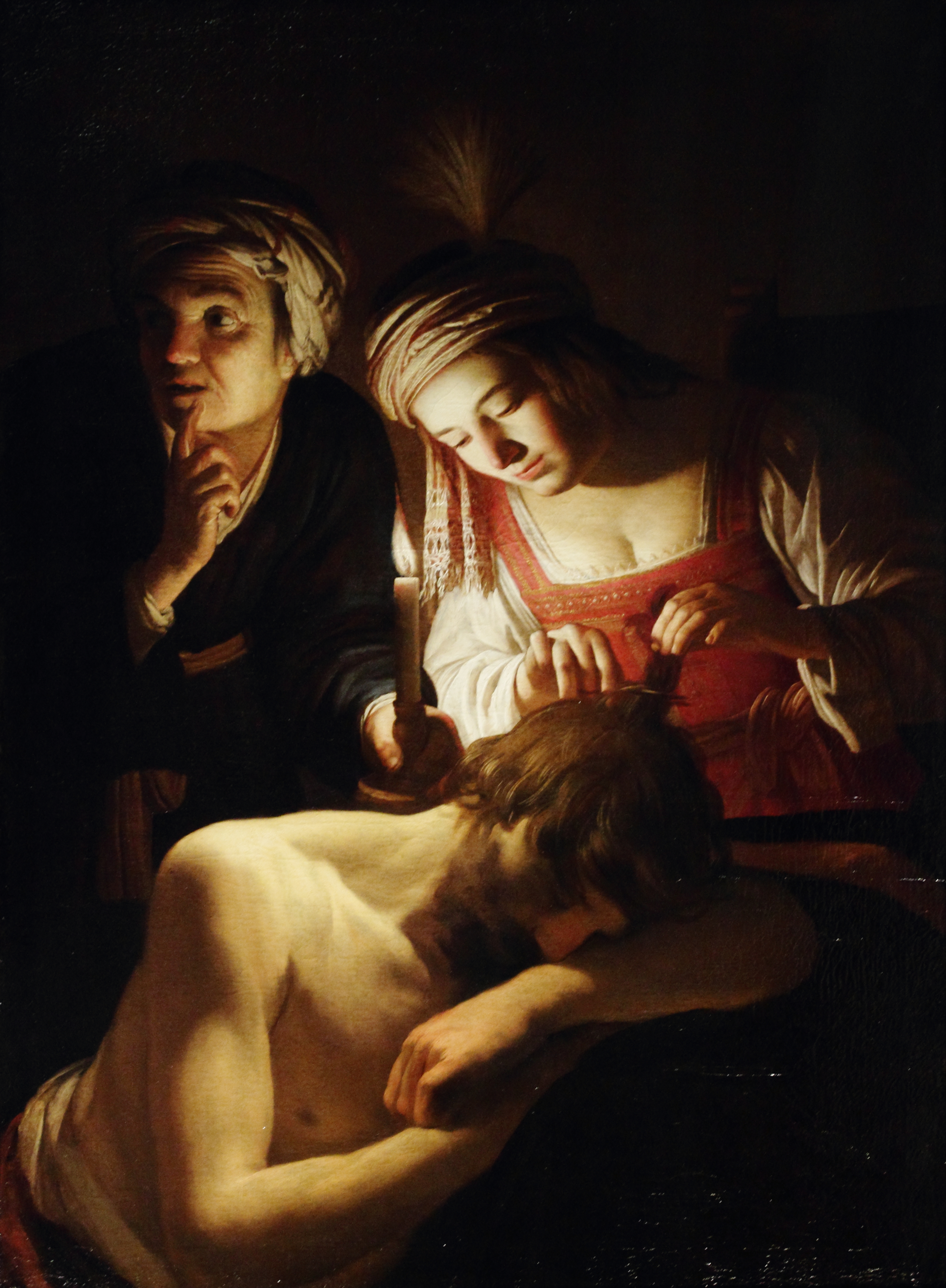
ヘラルト・ファン・ホントホルスト『サムソンとデリラ』1615年頃 クリーブランド美術館所蔵
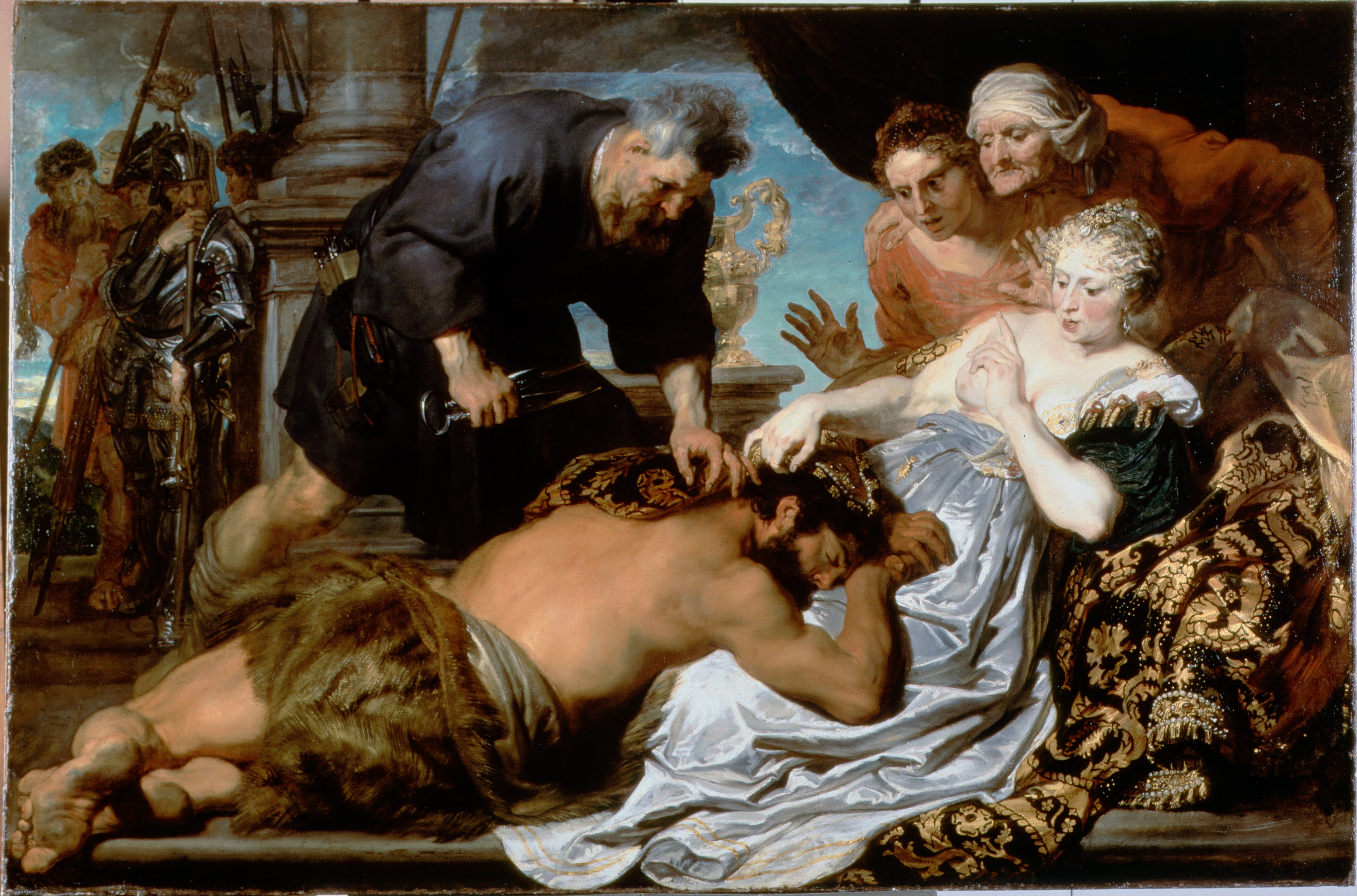
アンソニー・ヴァン・ダイク『サムソンとデリラ』1618年-1620年頃 ダリッジ・ピクチャー・ギャラリー所蔵
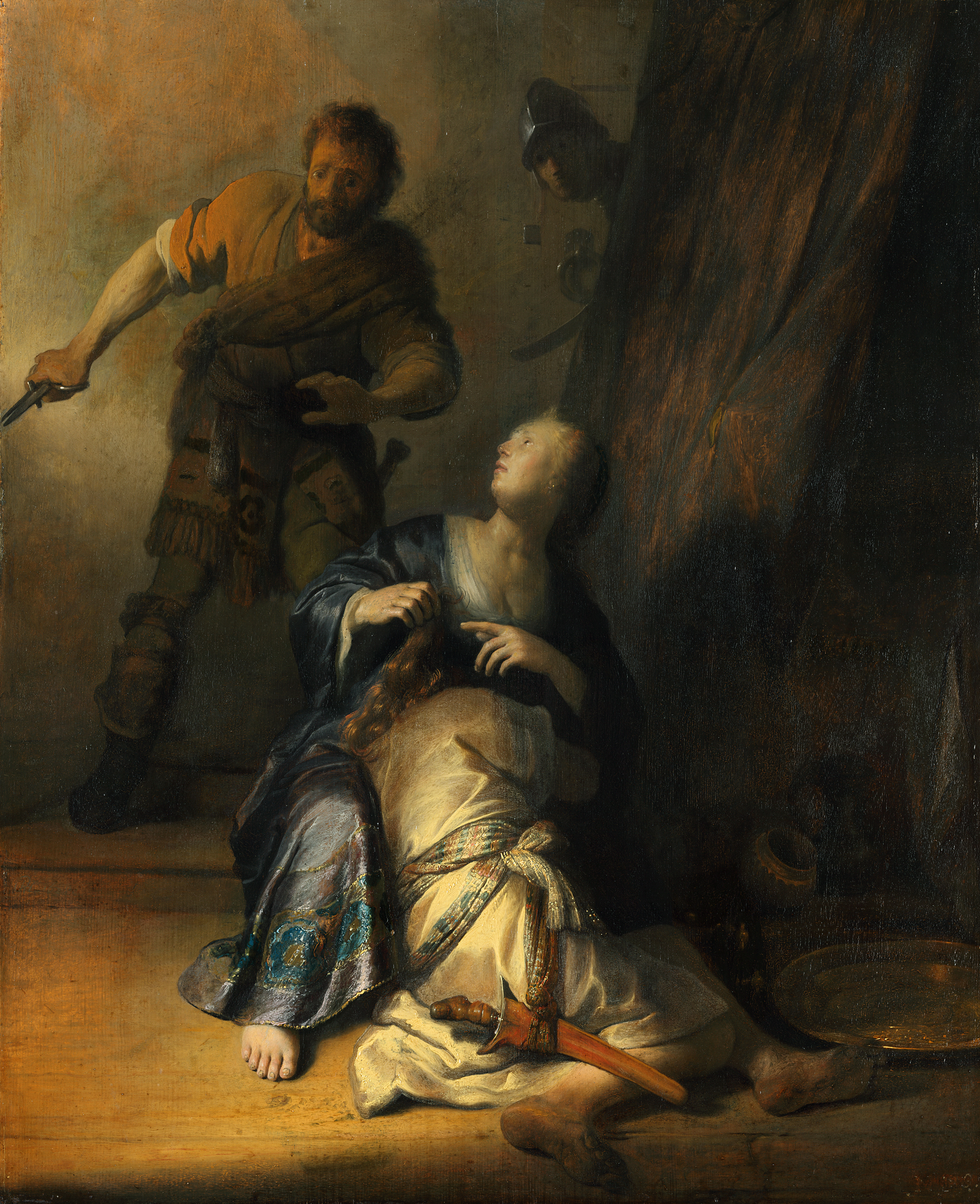
レンブラント・ファン・レイン『サムソンとデリラ』1629年-1630年 ベルリン絵画館所蔵
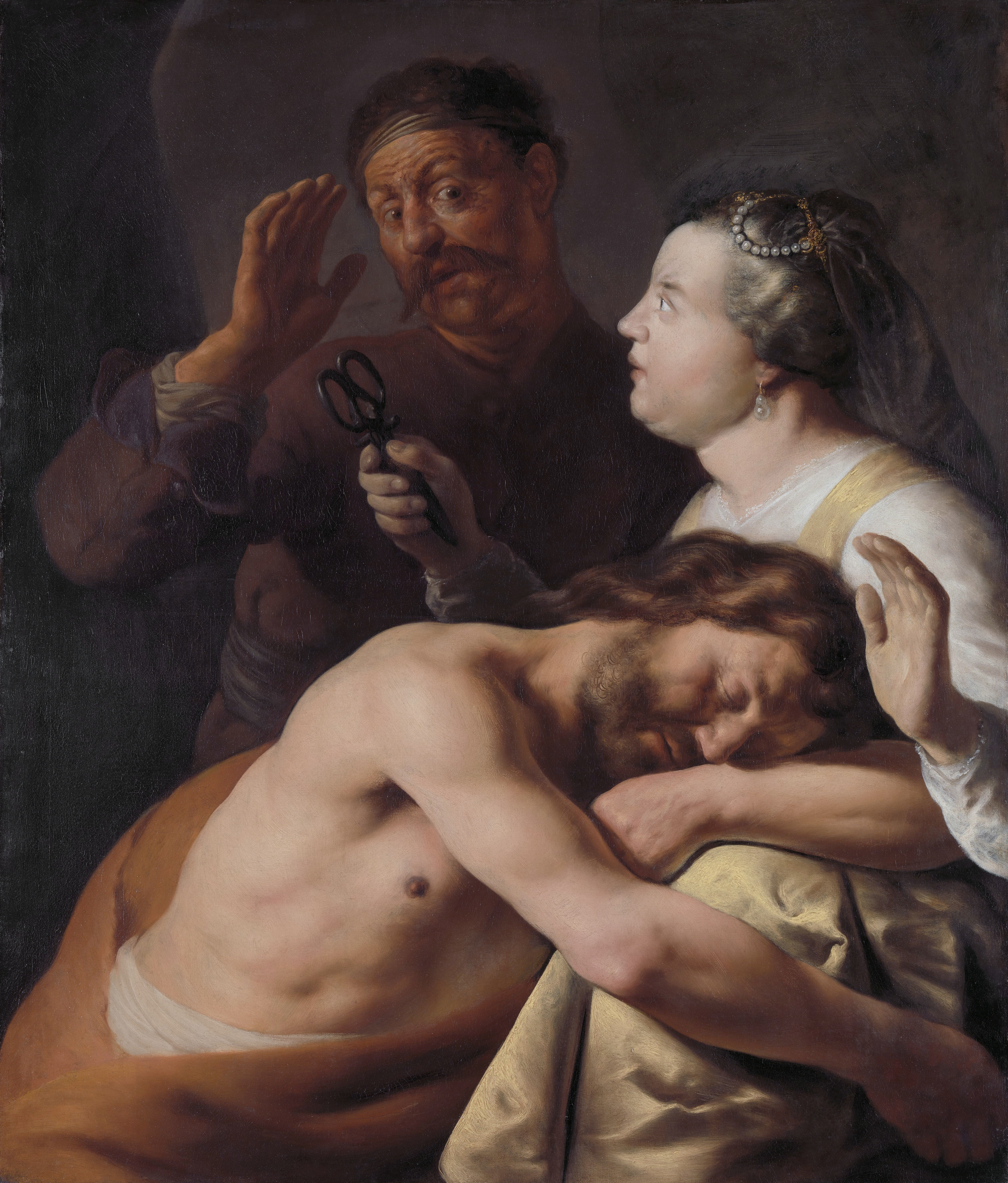
ヤン・リーフェンス『サムソンとデリラ』1630年から1635年の間 アムステルダム国立美術館所蔵